# 哀愁のカルナバル
「哀愁のカルナバル」（あいしゅうのカルナバル）は、河合その子の6枚目のシングル。1987年2月26日発売。発売元はCBS/SONY。品番はEP: 07SH-1868。

## 背景
1987年3月6日に、自身初となる『ミュージックステーション』（テレビ朝日系）に初出演し、表題曲である「哀愁のカルナバル」を披露した。その際、自らデザインしたという白いドレスを披露し「もっとフワフワしたイメージだったんだけど、クラゲみたいになっちゃって…」と出来に満足していないような感想を述べた。
前作「悲しい夜を止めて」までは、フジテレビ関連会社であったフジパシフィック音楽出版が出版社名としてクレジットされていたが、本作はクレジットされていない。

## ライブパフォーマンス
表題曲である「哀愁のカルナバル」には、サビの部分で、身体を前かがみにして片手を後ろから宙に伸ばす特徴的な振り付けがある。その様は物真似やパロディの対象となった。フジテレビ系『とんねるずのみなさんのおかげです』では、とんねるずの石橋貴明が唐突にこの振りをした場面もあった。

### 『ザ・ベストテン』出演解禁
1986年半ばからTBSとフジテレビスタッフとの対立により、おニャン子クラブ関連の楽曲は『ザ・ベストテン』にランクインされても出演しない事態が続いた。既におニャン子クラブを卒業していた河合もこの影響を受け、前作「悲しい夜を止めて」では出演拒否を余儀なくされた。対立が軟化したためか、『ザ・ベストテン』にこの曲が第7位にランクインした1987年3月12日、テレビ欄に河合の名が載り、番組オープニングから司会の松下賢次が、「今日ついに、各方面 の氷山の一角を掴みました!」と出演をアピールした。しかし生放送中、文化放送でのラジオの仕事があったため、予定よりも遅れてではあったが、約7カ月ぶりの出演となった。
しかし、この後すべてのおニャン子クラブ関連の楽曲が解禁されたわけではなく、おニャン子クラブ本体は最後まで、うしろ髪ひかれ隊も初めてのランクイン曲「時の河を越えて」で、番組でのランクイン2週目には、出演拒否をしている。

## 収録曲
作詞：秋元康　作曲・編曲：後藤次利
1. 哀愁のカルナバル
2. ロマンスの行方

## 楽曲の収録アルバム
哀愁のカルナバル
- 『Rouge et Bleu』
  - コーラスを大幅にカットしたアルバムバージョン
- 『Dedication』
- 『sonnet』
- 『河合その子 ベスト・コレクション』
- 『おニャン子クラブA面コレクション Vol.4』
- 『GOLDEN☆BEST 河合その子』

ロマンスの行方
- 『Rouge et Bleu』
  - ヴォーカルを録り直したアルバムバージョン
- 『GOLDEN☆BEST 河合その子』
- 『おニャン子クラブB面コレクション Vol.4』